# Каталан, Зайда
Зайда Мария Каталан (швед. Zaida Maria Catalán; 6 октября 1980 года ― март 2017 года) ― шведский политик, деятельница Партии зелёных и лидер молодёжного крыла партии с 2001 по 2005 год.
Каталан получила известность благодаря своему вкладу в борьбу за окружающую среду, права животных и права человека.
Была убита во время своего участия в миссии ООН в Демократической Республике Конго в марте 2017 года.

## Биография

### Ранние годы
Зайда Каталан родилась в Стокгольме, но выросла в Хегсби, провинция Смоланд. Её мать была шведкой, а отец приехал в Швецию из Чили в 1975 году в качестве политического беженца. Она изучала право в Стокгольмском университете, где получила степень магистра.

### Политическая карьера
Имея опыт работы в качестве борца за права животных, Каталан в 2001 году стала сопредседателем движения Молодых зелёных Швеции. Проведя два года на этом посту совместно с Густавом Фридолином и ещё два года вместе с Эйнаром Вестергаардом, она ушла в отставку в 2005 году.
В конце 2008 года она объявила о своём выдвижении в Европейский парламент в 2009 году. После внутрипартийного голосования она заняла пятое место в избирательном партийном списке. Она получила 16 300 голосов на выборах, что, однако, было недостаточно, чтобы получить место в Европейском парламенте. После всеобщих выборов в Швеции в 2006 году она вошла в Городской совет Стокгольма.
В декабре 2010 года Каталан объявила, что должна покинуть свою работу в качестве юриста в парламентской группе Партии зелёных и начать работу в качестве эксперта по вопросам сексуального насилия при EUPOL в городе Гома, Демократическая Республика Конго.

### Похищение и убийство
12 марта 2017 года Зайда Каталан и ещё один сотрудник ООН, американец Майкл Шарп, были похищены во время миссии возле деревни Нгомбе в провинции Касаи в Демократической Республике Конго. Они оба были найдены мёртвыми 27 марта. В апреле 2017 года появилась видеозапись казни двух экспертов ООН. Каталан была найдена в неглубокой могиле, её тело было обезглавлено. Предположительно, убийство было ритуальным. Несмотря на арест двух главных подозреваемых, голова Ката
29 марта шведские власти начали расследование убийства Зайды Каталан. Министр образования Густав Фридолин и премьер-министр Стефан Лёвен выразили своё смятение и скорбь по поводу её смерти и выразили свои соболезнования её семье. Генеральный секретарь ООН Антонио Гутерриш также выразил свои соболезнования.
Инцидент навлёк критику ООН со стороны общественности. Так, ООН обвиняли в том, что Катлан и Шарп были направлены в отдалённый и криминальный район страны на мототакси, с одним только переводчиком и без особой подготовки, оборудования для обеспечения безопасности и даже без медицинской страховки: «поразительно безответственный подход Организации Объединённых Наций к явно опасной и чрезвычайно важной задаче» ― так отозвалась The New York Times о происшествии.

### Память
20 февраля 2018 года состоялась церемония инаугурации комнаты Зайды Каталан в чилийском посольстве в Швеции. В 2018 году фонд NOHA (Network On Humanitarian Action, Сеть по гуманитарным действиям) также представила стипендиальную программу её памяти.